# 박다영
박다영(朴多英, 1991년 9월 15일~)은 2010 미스 대전 충남 선(善) 출신의 대한민국의 광고 모델이자 무용가이고, 방송인이다.

## 생애

### 주요 이력
1991년 대전에서 해군 부사관(훗날 예비역 대한민국 해군 원사 전역)이었던 해군 군인 출신 아버지의 슬하 1남 1녀 중 막내딸로 출생하였고, 그녀는 2010년 미스 대전-충남 선(善)으로 첫 입상하였으며, 신장은 172cm이고, 체중은 55kg이며, 요가와 필라테스에 취미가 있고, 수영에 특기가 있다.

### 수상 경력
- 2010년 미스코리아 대전 충남 선(善)

### 경력
- 2010년 미스코리아 대전-충남 선(善) - 참가번호 지역 대회 6번(전국 중앙 대회 본선 26번).
- 2011년 이후 케이블 CMB 대전방송, 대전MBC문화방송, KBS대전총국, TJB 대전방송, 케이블 CMB 서울한강방송, 케이블 CMB 서울동서방송 등에서 방송 리포터 활약과 아울러 CF 광고 모델 활약.

### 학력
- 2010년 대전성모여자고등학교 졸업
- 2014년 충남대학교 무용학과 학사

## 출연작

### TV 프로그램
- 2010년 《케이블 CMB 대전방송 닥터 24시》